# Aquilonastra burtoni
Aquilonastra burtoni är en sjöstjärneart som först beskrevs av Gray 1840.  Aquilonastra burtoni ingår i släktet Aquilonastra och familjen Asterinidae. Inga underarter finns listade i Catalogue of Life.